# Gào
Gào là một xã thuộc tỉnh Gia Lai, Việt Nam.
Xã có diện tích 58,31 km², dân số năm 2018 là 9.124 người, mật độ dân số đạt 156 người/km².
Theo Nghị quyết số 1664/NQ-UBTVQH15 năm 2025, giải thể thành phố Pleiku và hợp nhất toàn bộ diện tích tự nhiên và dân số của 2 xã là Ia Kênh và Ia Pếch vào xã Gào.

## Địa lý
Trước khi thực hiện Nghị quyết số 1664/NQ-UBTVQH15, xã Gào là một xã vùng ven thuộc thành phố Pleiku nằm cách trung tâm thành phố khoảng 18 km về hướng Tây Nam.

## Khen thưởng
Các tổ chứng thuộc chính quyền xã được Đảng và Nhà nước được 2 lần phong tặng danh hiệu Anh hùng lực lượng vũ trang nhân dân:
Lần thứ nhất, Ban An ninh xã Gào được phong tặng vào ngày 6 tháng 6 năm 1976
Lần thứ hai, án bộ và dân quân du kích xã Gào được phong tặng vào ngày 1 tháng 11 năm 1978.